# Daniel Scavone
Daniel Scavone, né le 3 septembre 1972 à Lommel, est un joueur de football belge qui évoluait comme défenseur. Il a joué toute sa carrière en Belgique, disputant plus de 200 rencontres de première division.

## Carrière
Daniel Scavone s'affilie à l'âge de huit ans au KFC Lommelse SK et effectue toute sa formation au club. Il commence sa carrière professionnelle en 1992, juste après l'accession du club à la première division belge. Il joue son premier match le 26 septembre 1992 lors d'un déplacement au Sporting Charleroi. Durant deux ans, il est le plus souvent réserviste. Il s'impose dans la défense lommeloise à partir de la saison 1994-1995 et devient pendant trois ans une valeur sûre dans l'équipe.
En 1997, Daniel Scavone est recruté par le Lierse, récent champion de Belgique, pour remplacer Bart De Roover, parti au NAC Breda. Il commence la saison comme réserviste, remportant néanmoins la Supercoupe de Belgique 1997, dont il joue les dix dernières minutes. Il participe également à la phase de groupes de la Ligue des champions cette saison, disputant cinq matches, dont quatre comme titulaire, en plus des dernières minutes du match retour du tour préliminaire. À partir du mois d'octobre, il parvient à s'imposer dans l'équipe mais les résultats ne sont pas à la hauteur de ceux obtenus la saison précédente. Il perd sa place dans le onze de base en mars 1998 et est écarté du noyau A en fin de saison. Après avoir joué les six premiers mois du championnat 1998-1999 avec les réserves, il est prêté au KRC Harelbeke en janvier 1999 jusqu'au terme de la compétition. Il ne prend part qu'à dix rencontres puis, de retour à son club d'origine, il est autorisé à partir gratuitement.
Il retourne alors au KFC Lommelse SK mais après trois rencontres, il se blesse au tendon d'Achille et reste écarté des terrains pendant trois mois et demi. Lorsqu'il reprend la compétition au début du mois de décembre 1999, le club est très mal engagé et occupe la dernière place du classement. L'équipe ne parvient pas à inverser la tendance lors du second tour et est reléguée en Division 2. Daniel Scavone décide de rester pour aider le club à remonter au plus vite parmi l'élite. Hélas, il se blesse durant la préparation et ne joue pas pendant plusieurs mois. Il revient seulement à la fin du mois de janvier et aide son équipe à décrocher le titre de champion, synonyme de retour en première division. Dans le même temps, le club se qualifie pour la finale de la Coupe de Belgique 2001 contre le KVC Westerlo. Ce match tourne au cauchemar pour Daniel Scavone, qui commence le match sur le banc et ne monte au jeu qu'à vingt minutes de la fin pour être exclu quelques minutes plus tard après avoir reçu deux cartes jaunes. Le club s'incline finalement 1-0.
De retour au plus haut niveau national, le joueur n'est plus considéré comme un titulaire par son entraîneur Harm van Veldhoven et doit se contenter de bribes de matches. Après un an, plusieurs joueurs quittent le club. Daniel Scavone reçoit une nouvelle chance et retrouve une place dans le onze de base. Malheureusement, de graves problèmes financiers viennent perturber la fin de saison et le club n'achève pas le championnat, se déclarant en faillite à la fin du mois de mars 2003. Libre de contrat, le défenseur part terminer la saison au K Bocholter VV, qu'il aide à se maintenir en Division 3. Il quitte néanmoins le club à la fin de la saison pour rejoindre le KVSK Overpelt-Lommel United, nom pris par le KVV Overpelt Fabriek après son déménagement vers les installations de l'ancien club lommelois. Malgré une saison pleine dans le onze de base, il décide de partir après un an et rejoint le Verbroedering Maasmechelen, actif en Promotion. Le club est relégué en fin de saison et Scavone s'en va pour le Patro Eisden Maasmechelen, l'autre club de la localité, relégué administrativement au quatrième niveau national. Il y preste durant quatre saisons et, en 2009, quitte les séries nationales pour s'engager avec le Verbroedering Balen, en deuxième provinciale. Il joue deux saisons avec cette équipe puis prend sa retraite sportive.

## Palmarès
- Vainqueur de la Supercoupe de Belgique en 1997 avec le K Lierse SK.
- Champion de Belgique de Division 2 en 2001 avec le KFC Lommelse SK.

## Statistiques
| Saison                | Club                      | Championnat           | Championnat | Championnat | Coupe nationale | Coupe nationale | Coupe de la Ligue | Coupe de la Ligue | Supercoupe | Supercoupe | Compétition(s) continentale(s) | Compétition(s) continentale(s) | Compétition(s) continentale(s) | Total | Total |
| Saison                | Club                      | Division              | M.          | B.          | M.              | B.              | M.                | B.                | M.         | B.         | Comp.                          | M.                             | B.                             | M.    | B.    |
| 1992-1993             | KFC Lommelse SK           | Division 1            | 17          | 0           | 1               | 0               | 0                 | 0                 | 0          | 0          | -                              | 0                              | 0                              | 18    | 0     |
| 1993-1994             | KFC Lommelse SK           | Division 1            | 19          | 2           | 1               | 0               | 0                 | 0                 | 0          | 0          | -                              | 0                              | 0                              | 20    | 2     |
| 1994-1995             | KFC Lommelse SK           | Division 1            | 24          | 0           | 1               | 0               | 0                 | 0                 | 0          | 0          | -                              | 0                              | 0                              | 25    | 0     |
| 1995-1996             | KFC Lommelse SK           | Division 1            | 32          | 3           | 1               | 0               | 0                 | 0                 | 0          | 0          | -                              | 0                              | 0                              | 33    | 3     |
| 1996-1997             | KFC Lommelse SK           | Division 1            | 30          | 1           | 1               | 0               | 0                 | 0                 | 0          | 0          | -                              | 0                              | 0                              | 31    | 1     |
| Sous-total            | Sous-total                | Sous-total            | 122         | 6           | 5               | 0               | 0                 | 0                 | 0          | 0          | -                              | 0                              | 0                              | 127   | 6     |
| 1997-1998             | K Lierse SK               | Division 1            | 22          | 0           | 2               | 0               | 1                 | 0                 | 1          | 0          | C1                             | 6                              | 0                              | 32    | 0     |
| Sous-total            | Sous-total                | Sous-total            | 22          | 0           | 2               | 0               | 1                 | 0                 | 1          | 0          | -                              | 6                              | 0                              | 32    | 0     |
| 1998-1999             | KRC Harelbeke             | Division 1            | 10          | 0           | 1               | 0               | 0                 | 0                 | 0          | 0          | -                              | 0                              | 0                              | 11    | 0     |
| Sous-total            | Sous-total                | Sous-total            | 10          | 0           | 1               | 0               | 0                 | 0                 | 0          | 0          | -                              | 0                              | 0                              | 11    | 0     |
| 1999-2000             | KFC Lommelse SK           | Division 1            | 18          | 2           | 1               | 0               | 1                 | 0                 | 0          | 0          | -                              | 0                              | 0                              | 20    | 2     |
| 2000-2001             | KFC Lommelse SK           | Division 2            | 9           | 0           | 3               | 0               | 0                 | 0                 | 0          | 0          | -                              | 0                              | 0                              | 12    | 0     |
| 2001-2002             | KFC Lommelse SK           | Division 1            | 17          | 0           | 0               | 0               | 0                 | 0                 | 0          | 0          | -                              | 2                              | 0                              | 19    | 0     |
| 2002-2003             | KFC Lommelse SK           | Division 1            | 24          | 1           | 4               | 0               | 0                 | 0                 | 0          | 0          | -                              | 0                              | 0                              | 28    | 1     |
| Sous-total            | Sous-total                | Sous-total            | 68          | 3           | 8               | 0               | 1                 | 0                 | 0          | 0          | -                              | 0                              | 0                              | 77    | 3     |
| 2002-2003             | K Bocholter VV            | Division 3            | 4           | 0           | 0               | 0               | 0                 | 0                 | 0          | 0          | -                              | 0                              | 0                              | 4     | 0     |
| Sous-total            | Sous-total                | Sous-total            | 4           | 0           | 0               | 0               | 0                 | 0                 | 0          | 0          | -                              | 0                              | 0                              | 4     | 0     |
| 2003-2004             | Overpelt-Lommel           | Division 3            | 29          | 2           | 2               | 0               | 0                 | 0                 | 0          | 0          | -                              | 0                              | 0                              | 31    | 2     |
| Sous-total            | Sous-total                | Sous-total            | 29          | 2           | 2               | 0               | 0                 | 0                 | 0          | 0          | -                              | 0                              | 0                              | 31    | 2     |
| 2004-2005             | Verbr. Maasmechelen       | Promotion             | 11          | 1           | 0               | 0               | 0                 | 0                 | 0          | 0          | -                              | 0                              | 0                              | 11    | 1     |
| Sous-total            | Sous-total                | Sous-total            | 11          | 1           | 0               | 0               | 0                 | 0                 | 0          | 0          | -                              | 0                              | 0                              | 11    | 1     |
| 2005-2006             | Patro Eisden Maasmechelen | Promotion             | 26          | 1           | 1               | 0               | 0                 | 0                 | 0          | 0          | -                              | 0                              | 0                              | 27    | 1     |
| 2006-2007             | Patro Eisden Maasmechelen | Promotion             | 29          | 1           | 2               | 0               | 0                 | 0                 | 0          | 0          | -                              | 0                              | 0                              | 31    | 1     |
| 2007-2008             | Patro Eisden Maasmechelen | Promotion             | 0           | 0           | 1               | 0               | 0                 | 0                 | 0          | 0          | -                              | 0                              | 0                              | 1     | 0     |
| 2008-2009             | Patro Eisden Maasmechelen | Promotion             | 16          | 0           | 0               | 0               | 0                 | 0                 | 0          | 0          | -                              | 0                              | 0                              | 16    | 0     |
| Sous-total            | Sous-total                | Sous-total            | 71          | 2           | 4               | 0               | 0                 | 0                 | 0          | 0          | -                              | 0                              | 0                              | 75    | 2     |
| 2009-2010             | K Verbroedering Balen     | 2e prov.              | -           | -           | -               | -               | 0                 | 0                 | 0          | 0          | -                              | 0                              | 0                              | 0     | 0     |
| 2010-2011             | K Verbroedering Balen     | 2e prov.              | -           | -           | -               | -               | 0                 | 0                 | 0          | 0          | -                              | 0                              | 0                              | 0     | 0     |
| Sous-total            | Sous-total                | Sous-total            | -           | -           | -               | -               | 0                 | 0                 | 0          | 0          | -                              | 0                              | 0                              | 0     | 0     |
| Total sur la carrière | Total sur la carrière     | Total sur la carrière | 337         | 14          | 22              | 0               | 2                 | 0                 | 1          | 0          | -                              | 6                              | 0                              | 368   | 14    |